# بنتیا
بنتیا (انگلیسی: Beneteau) شرکت تولید صنعتی فرانسوی است، که در سال ۱۸۸۴ تأسیس شد.